# Manassès II de Chalon
Manassès II de Chalon el Jove fou fill de Manassès I de Chalon i comte de Dijon, Auxois i Beaune (el seu pare fou comte de Chalon i també de Mémontois, Auxois, Atuyer, Condroz, Ne, Avalois o Avallon, Beaune, Duesmois i Oscheret vers 887-918, i senyor de Vergy vers 893-918 i comte de Langres vers 894-918, però Manassès II no apareix mai com a comte de Chalon i només com a comte de Dijon, Auxois i Beaune).
La Vita Sanctii Viventii Presbyteri diu que "Manasses" va construir un "monasterium in territorio Augustudunensi in loco montis Vergiaci castri" per consell de la seva esposa ("suæ uxoris Hermengardis fratrisque sui Walonis Æduorum urbis pontificis"). La crònica de Sant Benigne de Dijon recorda una donació datada el 925 confirmada per "Manasse comite".
D'acord amb això es va casar amb Ermengarda que apareix esmentada tres vegades: 
- "Heriveus…Eduorum episcopus" va donar la propietat de "villam Tilionacum" als canonges de Saint Nazaire per carta de 31 d'octubre de 920 on l'esmenta com "genitricis nostræ domnæ Hirmingardis comitissæ et fratrum nostrorum…[et] Walo presul et noster avunculus", signada per "Hirmingardis comitissa, Walonis filii eius, Gisleberti filii eius alterius, Manassæ filii eius".

- La Vita Sanctii Viventii Presbyteri l'esmenta "Manasses…suæ uxoris Hermengardis".

- "Warulfus…virum nobilem…filio equivoco eius Warulfo" va fer una petició a "Ermengardis comitisse…seu filii eius Gisleberti comitis" amb relació a una propietat donada a Saint-Marcel-lès-Chalon per carta de juny de 924.

Aquesta Ermengarda, segons les Series abbatum Flaviniacensium, reproduïdes al segle xvii i font secundària, diu que "Richardus dux et Ingelbertus" van instal·lar a Waló germà de Manassès ("Vualonem, fratrem Manasserii comitis qui gener erat B fratris Richardi ducis") com abat de Flavigny. Si això fos correcte seria l'Ermengarda filla de Bosó de Provença i de la seva segona esposa Ermengarda d'Itàlia.
Del seu matrimoni amb Ermengarda va tenir cinc fills: 
- Waló
- Arveu o Hervé (bisbe d'Autun)
- Gilbert o Giselbert (+ 956) duc
- Manassès (III)
- Ermengarda (morta abans de 941) esposa de Letald II de Mâcon.